# Hyles carnea
Hyles carnea är en fjärilsart som beskrevs av Jules Leon Austaut 1889. Hyles carnea ingår i släktet Hyles och familjen svärmare. Inga underarter finns listade i Catalogue of Life.